# Tikkeulmo-a romance
Tikkeulmo-a romance (티끌모아 로맨스?; lett. "Risparmiando per amore"), conosciuto anche con i titoli internazionali in lingua inglese Penny Pinchers e Love & Cash, è un film del 2011 scritto e diretto da Kim Jung-hwan.

## Trama
Chun Ji-woong, ragazzo donnaiolo e disoccupato, non sa come fare per sbarcare il lunario; casualmente conosce Gu Hong-sil, ragazza che è esattamente il suo opposto e che ha la mania del risparmio. Quest'ultima gli propone un accordo: gli insegnerà tutte le sue tecniche se per due mesi farà esattamente ciò che dice lei.

## Distribuzione
In Corea del Sud, la pellicola è stata distribuita da Filament Pictures a partire dal 10 novembre 2011.